# Alstroemeria caiaponica
Alstroemeria caiaponica är en alströmeriaväxtart som beskrevs av Pierfelice Ravenna. Alstroemeria caiaponica ingår i släktet alströmerior, och familjen alströmeriaväxter. Inga underarter finns listade i Catalogue of Life.